# 賭命夫妻
《賭命夫妻》（The Couples' Gambit），是香港電視娛樂製作的真人騷節目，由2021年10月11日至29日逢星期一至五21:30－22:30於ViuTV播出，由火火及陳嘉倩主持。此節目為《ViuTV 2021》「一小時皇牌真人Show」系列之一，由「森下仁丹Bifina Si 益生菌」冠名贊助。節目找來五對夫妻參加挑戰，要在一連串考驗中完成任務，爭奪獎金。

## 參加者
| 丈夫                   | 妻子                    | 結婚年期 | 備註            |
| 林冠文（Dennis，33歲） | 蔡佩妍（Teris，33歲）   | 1年      |                 |
| 鄭浩然（浩然，31歲）   | 陳佩雯（Rebekah，28歲） | 1年      |                 |
| 李彬瑞（Benson，30歲） | 張瀞文（Ruby，28歲）    | 2個月    |                 |
| 伍俊匡（阿匡，29歲）   | 李月兒（Luna，26歲）    | 1年      |                 |
| 湯仲年（Sam，43歲）    | 韓汶秀（Maegi，41歲）   | 10年     | 育有一名7歲女兒 |

## 每集一覽
| 集數 | 播映日期 | 主題                 | 藝人嘉賓                                       |
| 1    | 10月11日 | 凍結婚姻             | －                                             |
| 2    | 10月12日 | PTBF                 | 梁業、郭嘉駿、陳安立、黎學勤、黃奕晨           |
| 3    | 10月13日 | 雙人瑜伽             | 梁業、郭嘉駿、陳安立、黎學勤、黃奕晨、蝦條哥   |
| 4    | 10月14日 | PTGF                 | 李文潔、温穎琦、張凱莎、張若錡、羅曼菲         |
| 5    | 10月15日 | 快樂船P              | 李文潔、温穎琦、張凱莎、張若錡、羅曼菲、何啟華 |
| 6    | 10月18日 | 賭命夫妻第二周展開   | －                                             |
| 7    | 10月19日 | 情信大挑戰           | －                                             |
| 8    | 10月20日 | 夫妻真性情           | －                                             |
| 9    | 10月21日 | 七師傅打救賭命夫妻們 | 七仙羽                                         |
| 10   | 10月22日 | 睡房更新大作戰       | －                                             |
| 11   | 10月25日 | 緣份遊戲             | 陳嘉桓                                         |
| 12   | 10月26日 | 緣份遊戲             | －                                             |
| 13   | 10月27日 | 終極賭局             | －                                             |
| 14   | 10月28日 | 為另一半準備告別禮   | 伍桂麟                                         |
| 15   | 10月29日 | 解凍結婚             | 伍桂麟                                         |

1. ↑  由於第1集節目當中含有夫妻們的性生活內容，超出了電視尺度關係，所以於電視播出時畫面亦經過處理，而網上重溫除了電視版本之外亦另有「足本版」提供。
2. ↑  由Teris、浩然、Ruby、Luna及Sam扮演體驗死亡的人。

## 收視
| 集數   | 播映日期                       | 電視直播收視 | 備註   |
| 1－5   | 2021年10月11日－2021年10月15日 | 3.3點        | [ 13 ] |
| 6－10  | 2021年10月18日－2021年10月22日 | 3.2點        | [ 14 ] |
| 11－15 | 2021年10月25日－2021年10月29日 | 3.2點        | [ 15 ] |

## 反應及評價
節目播出後，便因為其大膽情節而引起坊間極大迴響，更被譽為港版《慾罷不能》。有觀眾認為節目意識不良、情節過火、內容低俗、鼓吹婚外情。例如第一集的遊戲要求夫妻回答有關性生活的問題、第二至四集夫妻二人分別與藝人飾演的兼職男、女友相處並有肢體接觸等。節目被懷疑有劇本假定情節，當中第五集人夫們在蒙眼情況下和兼職女友有肢體接觸1分鐘即可獲得獎金（後來在丈夫們不知情下妻子會替代兼職女友），Dennis在沒有被告知兼職女友被妻子Teris替代下仍沒有停止肢體接觸，更沒有拒絕親吻，令Teris憤而掌摑其離場，有關情節亦有被台灣媒體報道。
節目播出一周，通訊事務局已接到40宗有關投訴。2022年2月，通訊事務管理局指共收到66名公眾人士投訴。局方指，相信ViuTV並沒有小心處理性內容，而相關內容已超出尺度，故不適合於所編定的時間以「家長指引」類別播放。通訊局決定向ViuTV發出強烈勸諭，敦促嚴格遵守《電視節目守則》。
而在第八集，丈夫們被要求參與獨木舟活動，當中浩然不慎落水。因而發怒在上岸後詰難節目組在他拍攝前聲明不諳水性的情況下仍安排水上活動，其後又在社交網站上發文指自己發怒是因為覺得有人沒有去盡自己嘅責任，不覺得在遊戲裏面有安全的感覺，直指這是遊戲設計者的責任。有媒體猜測文章矛頭指向Viutv，但也有觀眾認為浩然過於大男人且易怒。
而早前，多個宗教團體及反同性戀組織就TVB男同性戀配對節目《仔仔一堂》及ViuTV同性愛情劇集《大叔的愛》等在立法會外抗議時，亦有批評此節目安排明星和夫妻接觸，及穿上性感衣著引誘別人，情節污穢淫亂、破壞婚姻。

## 軼事
- 此節目是首套被列入「一小時皇牌真人SHOW系列」的非選秀類型綜藝節目。

## 外部連結
- ViuTV：賭命夫妻 （页面存档备份，存于）

## 電視節目的變遷
| 香港 ViuTV 星期一至五 21:30－22:30          | 香港 ViuTV 星期一至五 21:30－22:30           | 香港 ViuTV 星期一至五 21:30－22:30 |
| ------------------------------------------- | -------------------------------------------- | ---------------------------------- |
|                                             | 賭命夫妻 （2021年10月11日－2021年10月29日）  |                                    |
| 超感應學園 （2021年9月13日－2021年10月8日） | 全民造星IV （2021年11月1日－2021年12月17日） |                                    |